# Fifth Avenue Girl

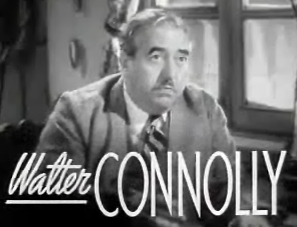
Walter Connolly começou no palco, na década de 1910. Apesar de alguns filmes na era muda, o corpo de sua carreira foi construído entre 1932 e 1939, quando atuou em mais de quarenta filmes, geralmente como coadjuvante. Fifth Avenue Girl foi um dos poucos que estrelou. Ele faleceu em 1940, de um AVC.

Fifth Avenue Girl (Brasil: A Garota da Quinta Avenida / Portugal: A Rapariga da Quinta Avenida) é um filme estadunidense de 1939, do gênero comédia, dirigido por Gregory La Cava e estrelado por Ginger Rogers e Walter Connolly. Um dos campeões de bilheteria da RKO no ano, o filme sedimentou a reputação de Ginger como uma das melhores comediantes de Hollywood.

## Sinopse
Milionário deprimido porque ninguém em casa lhe dá importância, foge para o Central Park no dia de seu aniversário. Lá encontra jovem desempregada e sem dinheiro que, apesar disso, é feliz. Ele a leva para a mansão da família, onde acabam suspeitos de ter um caso. Mesmo assim, a presença da moça exerce profunda influência em todos, alterando comportamentos e atitudes perante o outro.

## Elenco
| Ator/Atriz        | Personagem       |
| ----------------- | ---------------- |
| Ginger Rogers     | Mary Grey        |
| Walter Connolly   | Senhor Borden    |
| Verree Teasdale   | Senhora Borden   |
| James Ellison     | Mike             |
| Tim Holt          | Tim Borden       |
| Kathryn Adams     | Katherine Borden |
| Franklin Pangborn | Higgins          |
| Ferike Boros      | Olga             |
| Louis Calhern     | Doutor Kessler   |
| Theodor von Eltz  | Terwilliger      |
| Alexander D'Arcy  | Gerente do hotel |